# Concile de Jérusalem (1672)
Pour les articles homonymes, voir Concile de Jérusalem (homonymie).
 (septembre 2022).
La mise en forme du texte ne suit pas les recommandations de Wikipédia : il faut le « wikifier ».
Les points d'amélioration suivants sont les cas les plus fréquents. Le détail des points à revoir est peut-être précisé sur la page de discussion.
- Les titres sont pré-formatés par le logiciel. Ils ne sont ni en capitales, ni en gras.
- Le texte ne doit pas être écrit en capitales (les noms de famille non plus), ni en gras, ni en italique, ni en « petit »…
- Le gras n'est utilisé que pour surligner le titre de l'article dans l'introduction, une seule fois.
- L'italique est rarement utilisé : mots en langue étrangère, titres d'œuvres, noms de bateaux, etc.
- Les citations ne sont pas en italique mais en corps de texte normal. Elles sont entourées par des guillemets français : « et ».
- Les listes à puces sont à éviter, des paragraphes rédigés étant largement préférés. Les tableaux sont à réserver à la présentation de données structurées (résultats, etc.).
- Les appels de note de bas de page (petits chiffres en exposant, introduits par l'outil «  Source ») sont à placer entre la fin de phrase et le point final[comme ça].
- Les liens internes (vers d'autres articles de Wikipédia) sont à choisir avec parcimonie. Créez des liens vers des articles approfondissant le sujet. Les termes génériques sans rapport avec le sujet sont à éviter, ainsi que les répétitions de liens vers un même terme.
- Les liens externes sont à placer uniquement dans une section « Liens externes », à la fin de l'article. Ces liens sont à choisir avec parcimonie suivant les règles définies. Si un lien sert de source à l'article, son insertion dans le texte est à faire par les notes de bas de page.
- La présentation des références doit suivre les conventions bibliographiques. Il est recommandé d'utiliser les modèles {{Ouvrage}}, {{Chapitre}}, {{Article}}, {{Lien web}} et/ou {{Bibliographie}}. Le mode d'édition visuel peut mettre en forme automatiquement les références.
- Insérer une infobox (cadre d'informations à droite) n'est pas obligatoire pour parachever la mise en page.

Pour une aide détaillée, merci de consulter Aide:Wikification.
Si vous pensez que ces points ont été résolus, vous pouvez retirer ce bandeau et améliorer la mise en forme d'un autre article.
 (septembre 2022).
Si vous disposez d'ouvrages ou d'articles de référence ou si vous connaissez des sites web de qualité traitant du thème abordé ici, merci de compléter l'article en donnant les références utiles à sa vérifiabilité et en les liant à la section « Notes et références ».
Le concile de Jérusalem est un concile orthodoxe tenu en 1672. On l'appelle aussi le Concile de Bethléem.
Le concile est convoqué et présidé par le patriarche Dosithée de Jérusalem avec l'approbation du patriarche de Constantinople. Le concile a produit une confession appelée la Confession de Dosithée.

## Contexte: Cyrille Loukaris
En 1629, un petit livre en latin, attribué à Cyrille Loukaris, le patriarche de Constantinople, et communément appelé la Confession de Cyrillele Loukaris, est publié en latin à Genève. Il contenait un résumé en dix-huit points des croyances orthodoxes conformes à l'enseignement calviniste. Des traductions française, anglaise et allemande parurent la même année. Une version grecque appelée Confession orientale de la foi chrétienne est apparue à Constantinople en 1631 ou 1633,. Loukaris a été accusé d'adopter dans ce livre des vues calvinistes et d'affirmer que le calvinisme était en fait la foi de l'Église d'Orient. Ses défenseurs E. orthodoxes affirment que le livre était un faux. Cyrille lui-même a nié verbalement la paternité, mais ne l'a pas désavoué par écrit.
Cyrille Loukaris est mort en 1638.
La Confession de Loukaris a été condamnée par le concile de Constantinople de 1638 et le concile de Jassy de 1642.

## Nom, date et lieu
Le concile de Jérusalem est aussi appelé concile de Bethléem, car le concile a eu lieu à l'église de la Nativité à Bethléem. Il est également possible que le concile soit appelé concile de Bethléem parce que le patriarche Dosithée de Jérusalem l'a convoqué à l'occasion de la consécration de ladite église de la Nativité en 1672,.
Le concile fut convoqué en mars 1672 puis eut lieu la même année.

## concile et décisions
Le concile rejeta la doctrine des réformateurs protestants, et tenta aussi « d'articuler l'héritage dogmatique de l'orthodoxie [orientale] face au différend entre catholiques et protestants ». Le concile "a défini le dogme orthodoxe [oriental] dans les domaines en cause dans la Réforme occidentale".
Le concile a réfuté article par article la Confession de Loukaris tout en défendant Cyrillele Loukaris. Le concile, dans sa déclaration finale, met en parallèle les écrits de Loukaris avec les propositions théologiques de la Confession, en affirmant qu'il ne s'agit certainement pas du même auteur.
Le concile a affirmé « le rôle enseignant de l'Église et donc de la tradition contre la sola scriptura protestante ». Le concile a également affirmé « le rôle de l'amour et de la grâce, et donc des actes, dans la justification ». Le concile a affirmé les mystères (sacrements) et que ceux-ci ne sont pas « simplement symboliques ou expressifs » ; de plus, le concile affirme que le Christ est vraiment présent dans l'eucharistie et l'enseigne en utilisant le terme grec "avec l'essence", metousiosis (μετουσίωσις),. Le concile a également "confirmé la canonicité des livres deutéro-canoniques de l'Ancien Testament, rejetant le canon protestant hébreu plus court". Le concile a également rejeté les thèses de la prédestination inconditionnelle et de la justification par la foi seule.
Le Concile a affirmé que le Saint-Esprit procède de Dieu le Père seul et non à la fois du Père et du Fils, rappelant la doctrine orthodoxe du pape Léon III.

## Signature
Les actes du concile sont signés par Dosithée, son prédécesseur l'ex-patriarche Nectaire, six métropolites et évêques, l'archimandrite du Saint-Sépulcre, Josaphat, et un grand nombre d'autres archimandrites, prêtres, moines et théologiens mais aussi le représentant du patriarcat de Constantinople. Il y a soixante-huit signatures au total. L'Église de Russie était représentée par un moine, Timothée.

## Actes du concile
Les actes du concile sont datés du 20 mars 1672 ; ils portent le titre : Le Christ guide. Un bouclier de la Foi Orthodoxe, ou l'Apologie composée par le concile de Jérusalem sous le Patriarche de Jérusalem Dosithée contre les hérétiques calvinistes, qui disent faussement que l'Église d'Orient pense hérétiquement à Dieu et aux choses divines comme ils le font.
La première partie commence par citer le texte : « Il y a un temps pour parler et un temps pour se taire », lequel texte est longuement expliqué et développé. Il raconte l'histoire de la convocation du concile et nie avec véhémence que l'Église orthodoxe orientale ait jamais tenu les opinions attribuées à Loukaris. Pour le montrer les relations entre les luthériens et Jérémie II de Constantinople sont citées ainsi que les actes des conciles antérieurs (Constantinople et Jassy). Une tentative élaborée est alors faite pour prouver que Loukaris n'a pas vraiment écrit la fameuse Confession . Pour ce faire, la Confession est comparée clause par clause avec d'autres déclarations faites par lui dans des sermons et dans d'autres ouvrages.
Au chapitre ii, le concile déclare qu'en tout cas Loukaris n'a montré la Confession à personne, et essaie de trouver d'autres raisons de douter de sa paternité.
Le chapitre III soutient que, même si Loukaris avait écrit la confession qui lui est attribuée, elle ne deviendrait pas pour autant une confession de la foi de l'Église orthodoxe orientale, mais resterait simplement l'opinion privée d'un hérétique .
Le chapitre iv défend l'Église orthodoxe orientale en citant ses formulaires et contient une liste d'anathèmes contre les hérésies perçues des « Confessions » de Loukaris.
Le chapitre V tente à nouveau de défendre Loukaris en citant divers actes et dires de lui et transcrit tout le décret du concile de Constantinople en 1639, puis celui de Yassy ( Giasion ) en 1641.
Le chapitre VI donne les décrets de ce concile sous la forme d'une « Confession de Dosithée ». Il comporte dix-huit décrets (horoi), suivis de quatre « questions » ( eroteseis) aux réponses longues. Dans ceux-ci, tous les points niés par la Confession de Loukaris (relation entre l'Église et la Bible, compréhension orthodoxe orientale de la prédestination, culte des saints, sacrements, la présence réelle, la liturgie, la liturgie étant un véritable sacrifice, etc.) sont maintenus longuement et de la manière la plus intransigeante. Un court épilogue clôt les actes. Suivent ensuite la date, les signatures et les sceaux.

## Conséquences
Les écrivains protestants disent que la forte hostilité envers le protestantisme du concile était le produit des jésuites, de l'ambassadeur français de l'époque, Olivier de Nointel, et d'autres catholiques qui sapaient l'Église orthodoxe orientale.
Dans leur correspondance avec les évêques anglicans non jurés du XVIIIe siècle, qui voulaient se réunir avec l'Église orthodoxe, les patriarches ont insisté sur l'acceptation de l'enseignement du concile sur la transsubstantiation.

## Importance
L' Encyclopædia Britannica de 1911 a qualifié la confession du Concile de Jérusalem de «la déclaration de foi la plus vitale faite dans l'Église grecque au cours des mille dernières années».
L'Encyclopédie catholique de 1910 déclare que les décrets du concile "ont été acceptés sans réserve par toute l'Église orthodoxe [orientale]. Ils furent aussitôt approuvés par les autres patriarches puis par l'Église de Russie ; ils sont toujours imprimés dans leur intégralité parmi les livres symboliques de l'Église orthodoxe [orientale] et forment un credo officiel ou une déclaration au sens le plus strict, que tout chrétien orthodoxe [oriental] est tenu d'accepter."
L'érudit protestant Philip Schaff a écrit : « Ce Concile est le plus important de l'histoire moderne de l'Église d'Orient et peut être comparé au Concile de Trente. Tous deux ont fixé le statut doctrinal des Églises qu'ils représentent, et tous deux ont condamné les doctrines évangéliques du protestantisme. Tous deux étaient également hiérarchisés et intolérants, et présentent un étrange contraste avec le premier concile tenu à Jérusalem, lorsque "les apôtres et les anciens ", en présence des "frères", discutaient librement et s'arrangeaient, dans un esprit d'amour, sans anathèmes, la grande controverse entre les Gentils et les chrétiens juifs."